# 國際大腦研究組織
國際大腦研究組織（International Brain Research Organization,縮寫：IBRO）是神經科學組織的全球聯合會，旨在通過培訓、教學、合作研究、倡導和外展活動在全球範圍內促進和支持神經科學。IBRO理事會由90多個國際、國家和地區科學組織組成，該理事會與IBRO五個地區委員會一起解決需求，並促進各地的科學家和研究團體的工作。此外，IBRO與志同道合的科學學會和組織建立了合作夥伴關係，以確定優先事項並幫助彌合大腦研究領域在知識、投資和資源方面的差距。

## 外部連結
- 官方网站